# Viola scandens
Viola scandens là một loài thực vật có hoa trong họ Hoa tím. Loài này được Humb. & Bonpl. ex Schult. miêu tả khoa học đầu tiên năm 1819.